# Göpfritz an der Wild
Göpfritz an der Wild (česky: Kypřice) je městys v Rakousku ve spolkové zemi Dolní Rakousy v okrese Zwettl. Žije v něm 1856 obyvatel (podle sčítání z roku 2016).

## Poloha
Göpfritz an der Wild se nachází v severozápadní části spolkové země Dolní Rakousy, v samém srdci regionu Waldviertel. Leží na silnici B2 asi 20 km severovýchodně od Zwettlu. Jeho rozloha činí 60,72 km², z nichž je 36,93% zalesněných.

### Členění
Území městyse Göpfritz an der Wild se skládá z devíti částí (v závorce uveden počet obyvatel k 1.1.2015):
- Almosen (64)
- Breitenfeld (179)
- Georgenberg (22)
- Göpfritz an der Wild (752)
- Kirchberg an der Wild (163)
- Merkenbrechts (160)
- Scheideldorf (202)
- Schönfeld an der Wild (143)
- Weinpolz (133)

## Historie
První písemná zmínka o Göpfritz an der Wild pochází z roku 1308.

### Znak
Znak městysu je následující. Na modrém poli se vznáší zlaté písmeno G, napsáno gotickým písmem. Ve spodní části se nachází kopcovitá louka, obklopená jehličnatými lesy, na níž nalezneme tři pařezy. V popředí se vypíná mladá vysoká jedle. Celý znak lemují bronzové ornamenty.

## Osobnosti
- Matthäus Much (1832–1909), památkář a archeolog
- Rudolf Weinwurm (1835–1911), skladatel
- Rudolf Henz (1897–1987), spisovatel, programový ředitel rakouského rozhlasu

## Galerie

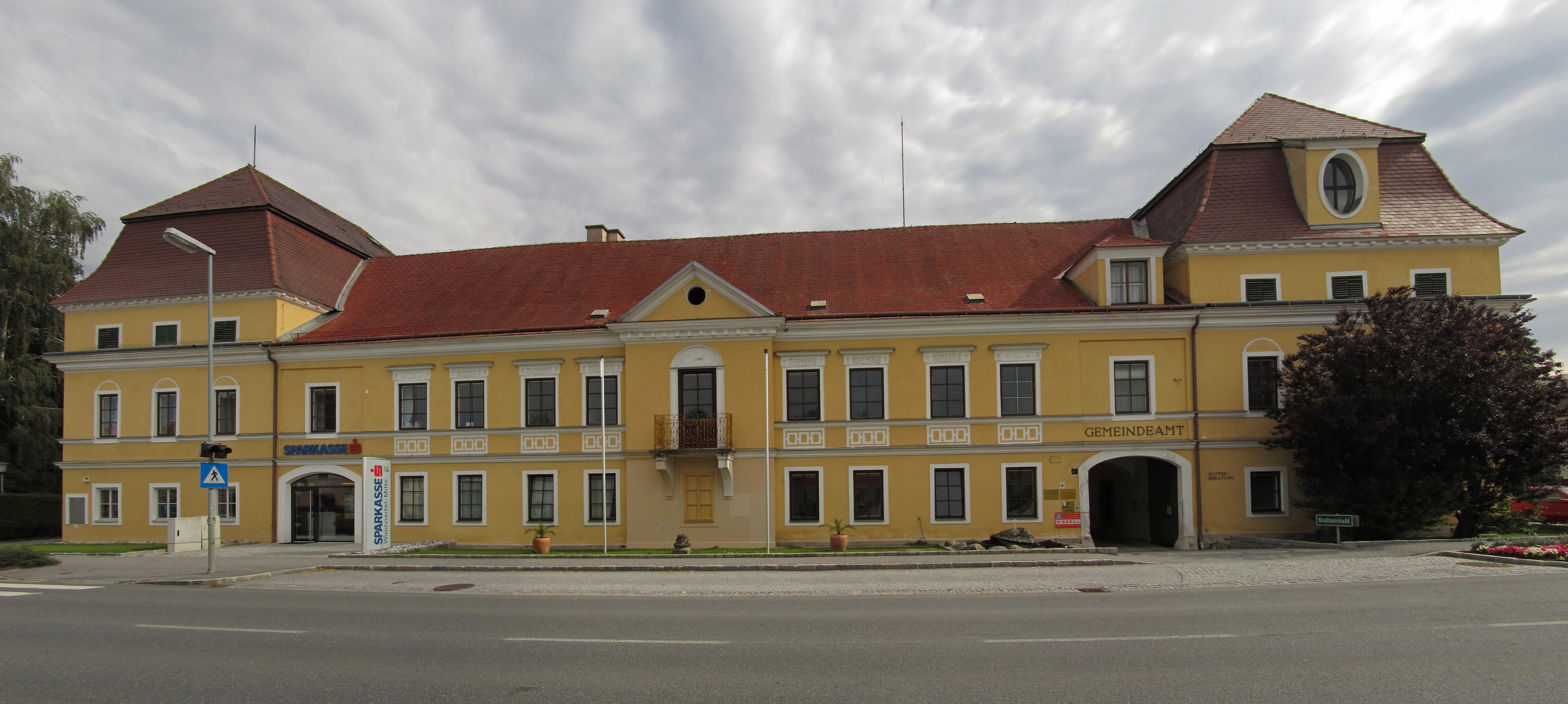
Zámek Göpfritz an der Wild
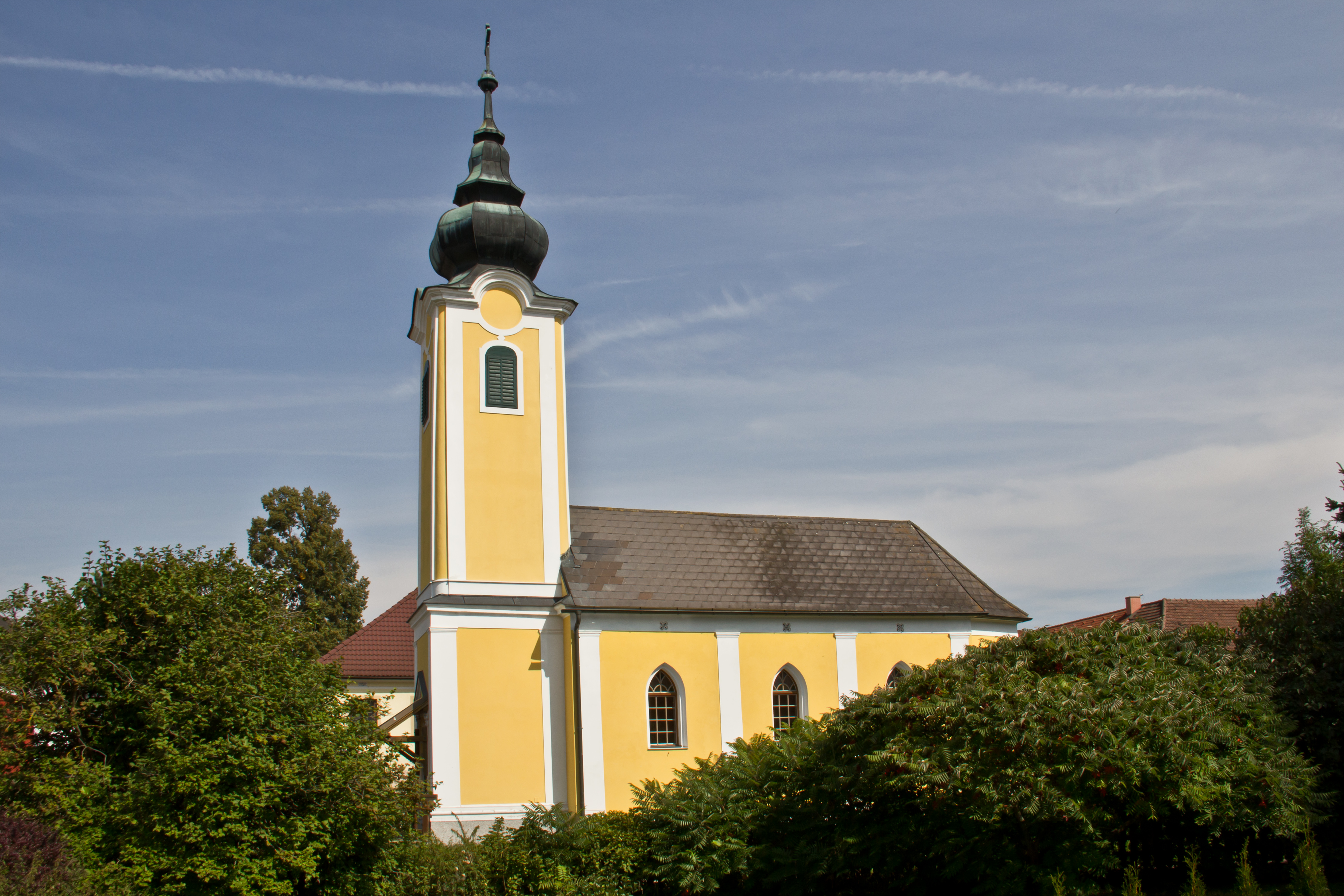
Místní kaplička v Merkenbrechts
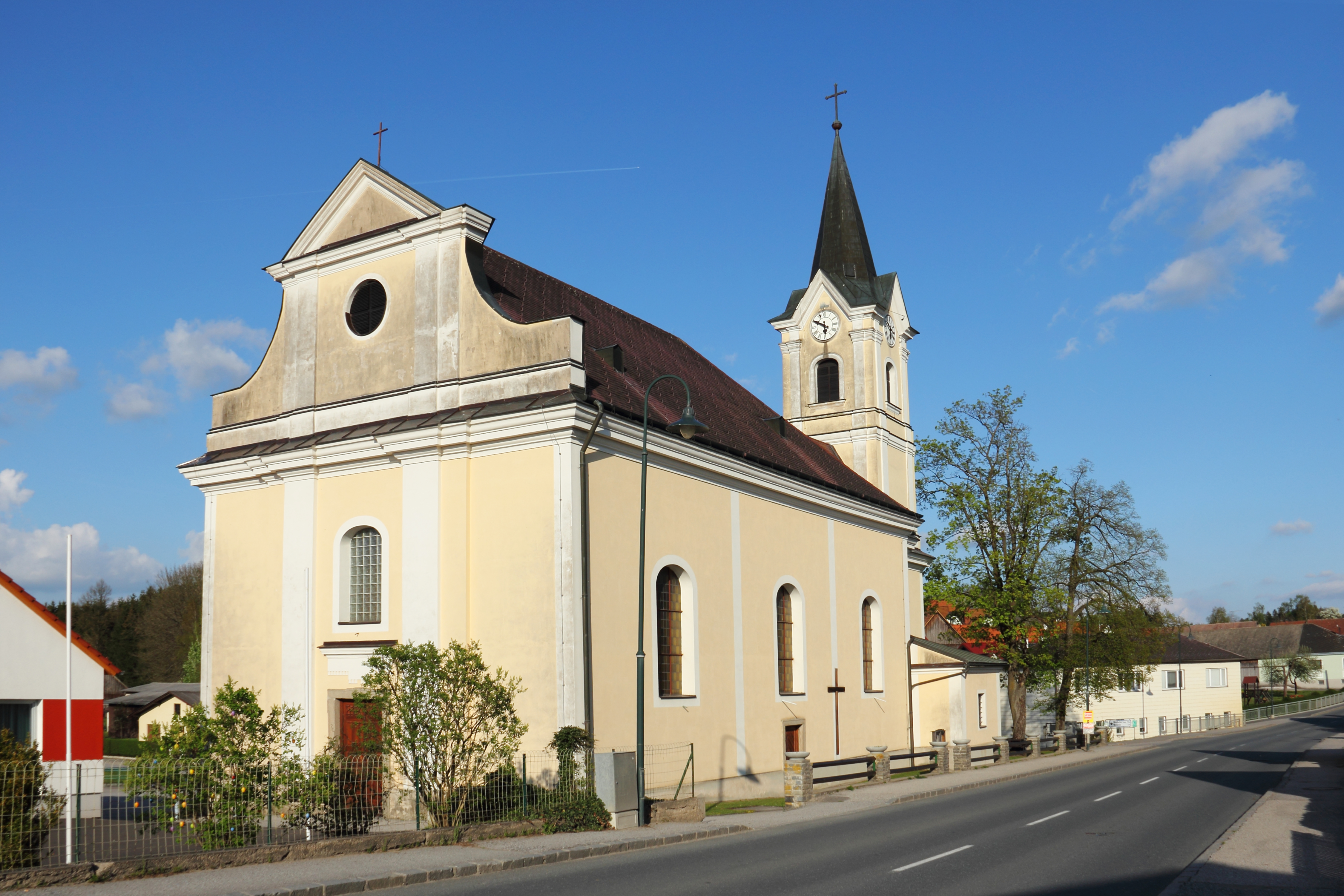
Farní kostel sv. Floriána v Scheidendorfu
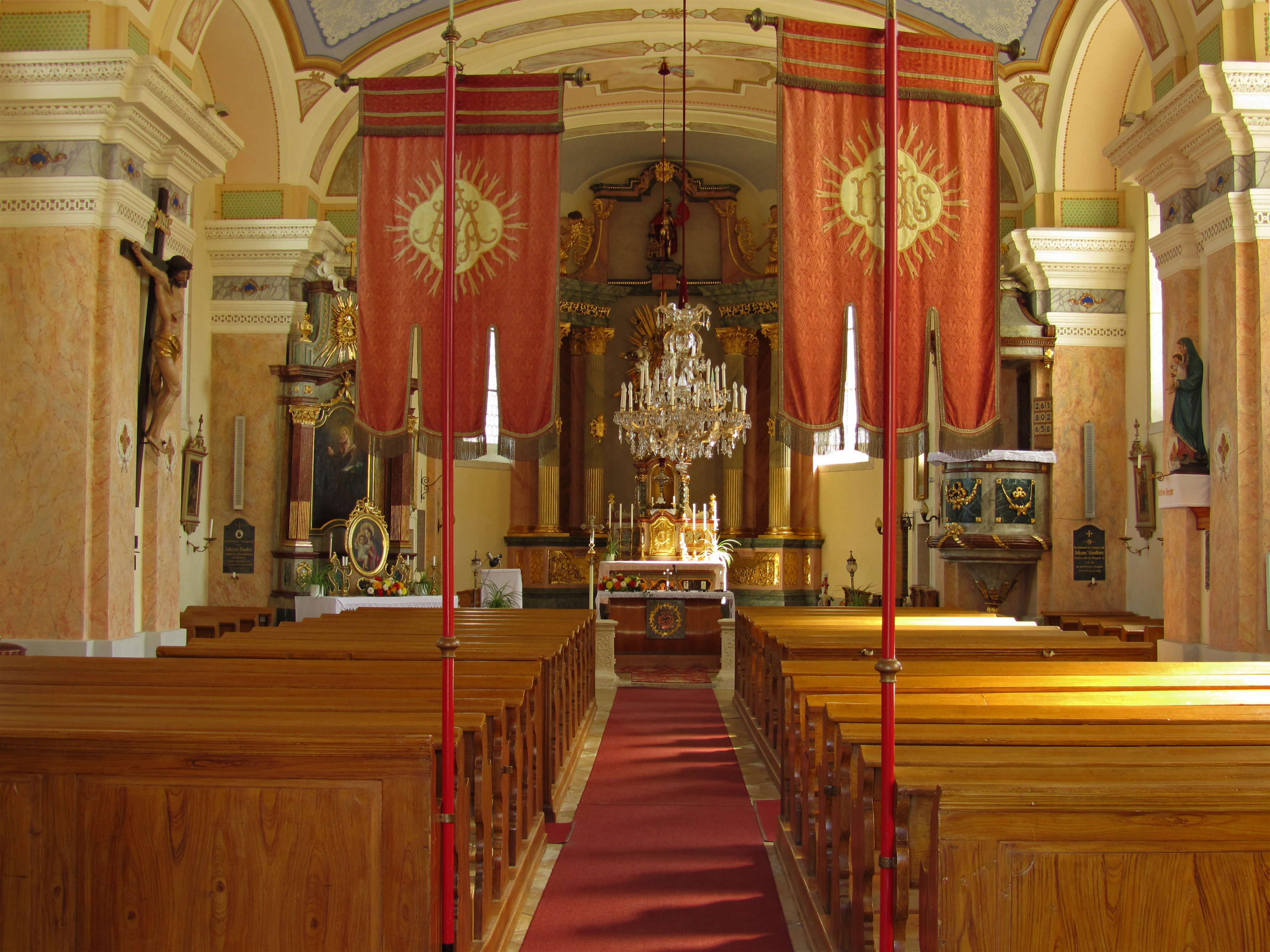
Farní kostel sv. Floriána v Scheideldorfu (interiér)